# Dálnice A22 (Německo)
Dálnice A22, německy Bundesautobahn 22 (zkratka BAB 22), zkráceně Autobahn 22 (zkratka A22), je plánovaná dálnice na severu Německa. Kompletně dokončená bude měřit 120 km. A22 se má připojit k A28 poblíž Westerstede. Poté by se ještě měla dálnice připojit k A27 nedaleko Bremerhavenu. Mezi těmito připojeními bude ještě figurovat křižovatka, kde se bude A22 křížit s A28. Důležitou součástí plánované dálnice je Weserský tunel, jenž se nalézá na jih od Bremerhavenu. Tunel je součástí spolkové silnice B437. Východně od Bremerhavenu prochází plánovaný úsek A22 kolem Stade a přechází Labe jako součást dálnice A20. Podrobnosti o dráze jsou v současné době projednávány jednotlivými okresy a obcemi, kterými by měla A22 v budoucnu procházet. Zahájení výstavby je plánováno kolem roku 2013.
25. června rada spolkové země Dolní Sasko rozhodla o přejmenování A22 na A20. Tím mělo být poukázáno na prodloužení Ostsee nebo KüstenAutobahn.